# Ariel (città)
Ariel (in ebraico אריאל‎?, Ari'el) è un insediamento israeliano in Palestina.
La comunità internazionale considera gli insediamenti israeliani in Cisgiordania illegali secondo il diritto internazionale umanitario, anche se il governo israeliano lo contesta.

## Geografia
Situata a circa 40 chilometri a est di Tel Aviv, a una pari distanza a ovest del fiume Giordano e 60 chilometri a nordovest di Gerusalemme, la città è collegata a Tel Aviv per mezzo dell'autostrada nº5 Trans-Samaria e a Gerusalemme tramite la nº60.

## Storia
Fondato nel 1978, l'insediamento conta, al 2004, 16.414 abitanti, di cui 7.000 immigrati russi provenienti dalla ex Unione Sovietica. Ariel è il quinto insediamento per ordine di grandezza nei territori occupati da Israele a seguito della Guerra dei sei giorni nel 1967 e ha ottenuto lo status ufficiale di città nel 1998.